# Vandrehistorie
Vandrehistorie er en type folkeoverlevering, en historie med ukendt ophavsperson. Beretningen har ofte makabre elementer og lyder ikke helt troværdig, samtidig som den ikke umiddelbart kan afvises. Folklorister kalder vandrehistorien et "samtidssagn" og dermed et udslag af en genre, der har eksisteret lige så længe som mennesker har kommunikeret.  På engelsk kaldes vandrehistorier urban legends (= bysagn); men vandrehistorier kan ikke knyttes specielt til bysamfund.

## De udsatte spædbørn
Psykiateren Otto Rank beskrev i sin bog fra 1914 den ældgamle vandrehistorie om de kendte skikkelser, der alle blev udsat som spæde: Moses, den indiske helt Karna, Sargon, prins Paris, Romulus og Remus, Telefos  og Ødipus.  Moses blev fundet drivende på Nilen; herskeren Sargon på Eufrat; tvillingerne Romulus og Remus på Tiberen.

## Olavssagn
En hel sagncyklus knyttes til den norske konge Olav den Hellige. Snorre fortæller i Heimskringla, hvordan kong Olav omsider igen satte fødderne på norsk jord i 1015, angiveligt på øen Selja, og trådte i løs lerjord, så han gik ned på knæ. Hans ledsager Rane skal have sagt: "Du faldt ikke, konge – nu fæstede du foden i Norge!" Kongen lo og sagde: "Det kan være, at Gud vil, at det bliver sådan." Historien fortælles også af Valerius Maximus om Scipio Africanus; af Sueton om Julius Cæsar, da han kom til Afrika før kampene mod Cato den Yngre; og om Karl den Store og Vilhelm Erobreren. 
Efter slaget ved Stiklestad blev flere vandrehistorier knyttet til Olav den Hellige. Angiveligt blev der set lys over hans grav om natten; og blod fra den døde konge helede et sår og gav en blind synet tilbage. Videre var liget friskt et år efter døden, og hår og negle var vokset, så de måtte klippes. Historierne genkendes fra helgenbeskrivelserne af Skt. Edmund og Skt. Oswald. 

## Myten omKlodernes kamp
Medier kan være med til at sprede vandrehistorierne. Det mest kendte eksempel er nok hørespillet The War of the Worlds (= Klodernes kamp), som blev sendt søndag aften 30. oktober 1938. Ifølge myten udbrød almen panik i USAs storbyer. Med regi af Orson Welles beskrev hørespillet en rumskibslanding i Central Park i New York som direktesendt reportage.  Ved  repriser af hørespillet er tilhørerne da også blevet omhyggeligt informeret, både før og i løbet af sendingen. I eftertid blev det imidlertid dokumenteret, at kun 2 % af radiolytterne faktisk havde haft programmet på; og nogen panik var der aldrig tale om.  I virkeligheden drejede sagen sig om, at radioprogrammernes popularitet stjal annonceindtægter fra aviserne, som nu greb muligheden til at blæse historien op som et bevis på radioens upålidelighed som nyhedsformidler. I en leder med titlen Terror by Radio, bebrejdede New York Times radioens ansatte for at præsentere rent digtværk som et faktisk nyhedsprogram på en måde, man ikke præsenterede rigtige nyheder med. 

## Den sejlivede myte om vejning af brugte bleer
I oktober 2011 skrev den svenske avis Dagens Nyheter, at aldershjemmet Koppargården vejede beboernes brugte bleer for at beregne driftsomkostninger. 
Der var tale om en ren myte; men den nåede at formidles 200 steder i svenske medier i løbet af det første døgn, og er senere blevet spredt i såvel politiske som faglige miljøer. 

## Rotten i pizzaen
Et typisk eksempel på vandrehistoriers ofte makabre indhold er myten om, at et spisested serverer kød fra rotter, som findes slagtede i et baglokale.
 